# Барбарове (Молодечненський район)
 Барбарове (біл. вёска Барбарова) — село в складі Молодечненського району Мінської області, Білорусь. Село підпорядковане Городилівській сільській раді, розташоване в західній частині області.